# جورج بون
جورج بون (بالإنجليزية: George Bone)‏ هو لاعب كرة قاعدة أمريكي، ولد في 28 أغسطس 1874 في نيو هيفن في الولايات المتحدة، وتوفي بنفس المكان في 26 مايو 1918.